# Almoctafi II
Almoctafi II (em árabe: المقتفي/المكتفي; romaniz.: Al-Muqtafi/Al-Muktafi) foi o califa abássida entre 1136 e 1160. A contínua desunião e desordem ente os turcos seljúcidas permitiu que Almoctafi não apenas exercesse sua autoridade em Bagdá, mas também que ele a estendesse por toda a região do Iraque.

## História
Almoctafi defendeu Bagdá contra diversos ataques, mas, por conta de más recomendações, ele acabou apoiando a rebelião do filho do sultão seljúcida Maomé de Hamadã, que, por isso, marchou contra a cidade com Cobadim de Moçul iniciando o cerco seljúcida de Bagdá de 1157. O califa fugiu para os quarteirões orientais e queimou as pontes sobre o rio Tigre. Posteriormente, o cerco foi levantado quando Maomé descobriu que Maleque Xá III havia tomado Hamadã. Em tempo, Almoctafi reconquistou a confiança dos seljúcidas e se casou com uma de suas filhas.

## Cruzadas
Durante o seu califado, a Segunda Cruzada estava no seu auge e Zengui, o governador de Moçul e fundador dos zênguidas, ficou muito famoso por sua bravura e generosidade como guerreiro. Uma vez, muito pressionado, Zengui fez um apelo a Bagdá e o sultão e o califa despacharam 20 000 homens em resposta. Mas a verdade era que nem os seljúcidas, nem o califa e nem os emires tinham vontade política para lutar contra os cruzados para defender um território que já não era deles antes.
Uma carta de proteção dada por Almoctafi em 1139 ao patriarca nestoriano Ebede Jesus III foi publicada em 1926 pelo acadêmico caldeu Alphonse Mingana.